# Кадима (Португалия)
Кадима (порт. Cadima) — район (фрегезия) в Португалии, входит в округ Коимбра. Является составной частью муниципалитета Кантаньеде. Находится в составе крупной городской агломерации Большая Коимбра. По старому административному делению входил в провинцию Бейра-Литорал. Входит в экономико-статистический субрегион Байшу-Мондегу, который входит в Центральный регион. Население составляет 3217 человек на 2001 год. Занимает площадь 23,72 км².
Покровителем района считается Дева Мария (порт. Nossa Senhora do Ó).